# Amina J. Mohammed
Amina Jane Mohammed (Liverpool, 27 giugno 1961) è una diplomatica e politica nigeriana-inglese, Vice Segretario Generale delle Nazioni Unite dal 2017. In precedenza è stata Ministro dell'Ambiente della Nigeria dal 2015 al 2016 ed è stata protagonista del processo dell'Agenda di sviluppo post-2015.

## Biografia
Amina Jane Mohammed è nata a Liverpool, in Inghilterra, il 27 giugno 1961 da un ufficiale veterinario nigeriano Hausa-Fulani e da un'infermiera britannica. È la maggiore di cinque figlie.
Ha frequentato una scuola elementare a Kaduna e Maiduguri in Nigeria e la Buchan School sull'Isola di Man. Ha inoltre frequentato l'Henley Management College nel 1989. Dopo aver terminato gli studi, suo padre le ha chiesto di tornare in Nigeria.

## Carriera
Tra il 1981 e il 1991, Amina J. Mohammed ha lavorato con Archcon Nigeria, uno studio di progettazione architettonica in associazione con Norman e Dawbarn United Kingdom. Nel 1991 ha fondato il Consorzio Afri-Projects, di cui dal 1991 al 2001 ne è stata Direttore Esecutivo.
Dal 2002 al 2005, Amina Mohammed ha coordinato la Task Force sul genere e l'istruzione per il Millennium Project delle Nazioni Unite.
In seguito ha agito come assistente speciale senior del presidente della Nigeria sugli obiettivi di sviluppo del millennio (OSM). Nel 2005, è stata incaricata di coordinare i fondi per la riduzione del debito della Nigeria verso il raggiungimento degli MDG. Il suo mandato includeva la progettazione di un Fondo virtuale per la povertà con approcci innovativi alla riduzione della povertà, al coordinamento e al monitoraggio del bilancio, oltre a fornire consulenza su questioni pertinenti riguardanti la povertà, la riforma del settore pubblico e lo sviluppo sostenibile.
A. Mohammed in seguito divenne il fondatore e CEO del Center for Development Policy Solutions e come professore a contratto per il programma di Master in Development Practice presso la Columbia University. Durante quel periodo, ha fatto parte di numerosi comitati consultivi internazionali, tra cui il gruppo di alto livello del Segretario generale delle Nazioni Unite sull'agenda di sviluppo post-2015 e il gruppo consultivo di esperti indipendenti sulla rivoluzione dei dati per lo sviluppo sostenibile. Ha inoltre presieduto il Comitato consultivo del Global Monitoring Report on Education (GME) dell'Organizzazione delle Nazioni Unite per l'educazione, la scienza e la cultura (UNESCO).
Dal 2012, Amina Mohammed è stata una protagonista chiave nel processo dell'agenda di sviluppo post-2015, lavorando come consigliere speciale del segretario generale delle Nazioni Unite Ban Ki-moon sulla pianificazione dello sviluppo post-2015. In questo ruolo, ha agito da collegamento tra il Segretario generale, il suo gruppo di alto livello di persone eminenti (HLP) e il gruppo di lavoro aperto dell'Assemblea generale (OWG), tra le altre parti interessate.  Dal 2014, ha anche fatto parte del gruppo consultivo di esperti indipendenti del Segretario generale sulla rivoluzione dei dati per lo sviluppo sostenibile.

### Ministro dell'Ambiente (2015–2017)
Amina Mohammed è stata ministro federale dell'Ambiente nel gabinetto del presidente Muhammadu Buhari da novembre 2015 a febbraio 2017. Durante quel periodo, è stata rappresentante della Nigeria nel comitato direttivo per la riforma dell'Unione africana (UA), presieduto da Paul Kagame.  Si è dimessa dal Consiglio esecutivo federale nigeriano il 24 febbraio 2017.
Nel 2017, Amina Mohammed è stata accusata da un gruppo di difesa di aver concesso permessi illegali ad aziende cinesi per importare legname nigeriano in via di estinzione durante il suo mandato come ministro dell'Ambiente della Nigeria. Il governo nigeriano ha negato le affermazioni.

### Vice segretario generale delle Nazioni Unite (2017-oggi)

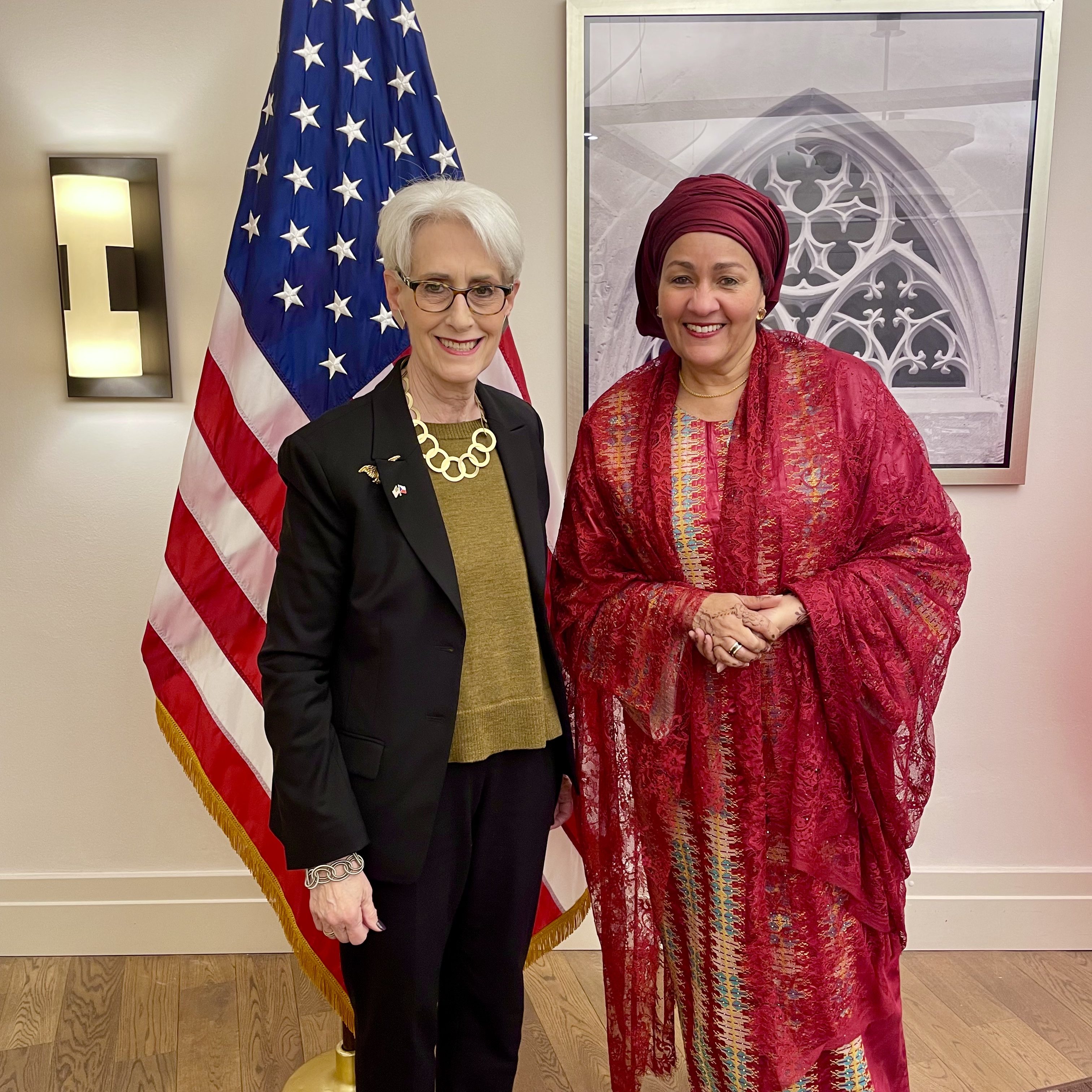
Mohammed con il vice segretario di Stato americano Wendy Sherman nel 2022

Nel gennaio 2017, il segretario generale delle Nazioni Unite António Guterres ha annunciato la nomina di Mohammed come vice segretario generale delle Nazioni Unite. In questa veste, è membro del gruppo di coordinamento interagenzia delle Nazioni Unite sulla resistenza antimicrobica (IACG).

## Riconoscimenti
- 2006 – Ordinanza della Repubblica Federale
- 2007 - Hall of Fame delle donne nigeriane
- 2015 - Premio Ford Family Notre Dame per lo sviluppo internazionale e la solidarietà
- 2017 - Premi Diplomatico dell'anno
- 2018 - Titolo di capo tribù Sarraounia del Niger nel 2018, voluto dai re di quel paese
- 2018 – BBC 100 Women per il suo lavoro come vice segretario generale delle Nazioni Unite
- 2019 – Global Citizen Prize World Leader Award
- 2022 - Onorificenza nazionale nigeriana Gran Commendatore dell'Ordine del Niger (GCON)